# Сіценко (Куявсько-Поморське воєводство)
Сіценко (пол. Sicienko) — село в Польщі, у гміні Сіценко Бидґозького повіту Куявсько-Поморського воєводства.
Населення — 777 осіб (2011).
У 1975-1998 роках село належало до Бидгощського воєводства.

## Демографія
Демографічна структура станом на 31 березня 2011 року:
|          | Загалом | Допрацездатний вік | Працездатний вік | Постпрацездатний вік |
| -------- | ------- | ------------------ | ---------------- | -------------------- |
| Чоловіки | 387     | 86                 | 274              | 27                   |
| Жінки    | 390     | 77                 | 248              | 65                   |
| Разом    | 777     | 163                | 522              | 92                   |